# Délicieuse
Pour le film de David Butler, voir Délicieuse (film, 1931).
Pour plus de détails, voir Fiche technique et Distribution.
Délicieuse (Mad About Music) est un film américain en noir et blanc réalisé par Norman Taurog, sorti en 1938.
Il fut nommé pour quatre oscars : 
- Meilleurs décors
- Meilleure photographie
- Meilleure histoire originale
- Meilleure musique de film.

## Synopsis
Sur les conseils de son agent, une célèbre star de films de Hollywood cache au public et à la presse qu'elle est veuve et qu'elle a une fille de quatorze ans, Gloria, qui vit en Suisse dans un pensionnat de jeunes filles. Celle-ci ne voit jamais sa mère et n'a jamais connu son père, mort à la guerre alors qu'elle était bébé. Gloria s’est inventé un père fictif - un père explorateur - et fait croire à ses camarades qu'elle reçoit des lettres de lui, lettres qu'elle a elle-même rédigées. 
Les filles du pensionnat rencontrent souvent les garçons d'un pensionnat voisin. L'un d'eux, Tommy, a le béguin pour Gloria. Poussant plus loin le mensonge, Gloria dit aux autres élèves que son père va venir lui rendre visite au pensionnat. Dubitatives, ses camarades essayent de prouver que son père n'existe pas. Gloria doit rapidement trouver quelqu'un qui accepterait de jouer le rôle de son père pendant une journée...

## Fiche technique
- Titre original : Mad About Music
- Titre français : Délicieuse
- Réalisation : Norman Taurog
- Scénario : Bruce Manning, Felix Jackson, Marcella Burke et Frederick Kohner
- Photographie : Joseph A. Valentine
- Musique : Charles Previn, Frank Skinner (non crédités)
- Société de production : Universal Pictures
- Pays d'origine : États-Unis
- Format : noir et blanc - projection : 1,37:1 - son : Mono
- Genre : musical
- Durée : 100 min.
- Dates de sortie : 
  - États-Unis : 27 février 1938
  - France : 24 mars 1938

## Distribution
- Deanna Durbin : Gloria Harkinson
- Herbert Marshall : Richard Todd / M. Harkinson
- Gail Patrick : Gwen Taylor
- Arthur Treacher : Tripps
- William Frawley : Dusty Turner
- Marcia Mae Jones : Olga
- Helen Parrish : Felice
- Jackie Moran : Tommy
- Elisabeth Risdon : Annette Fusenot
- Nana Bryant : Louise Fusenot
- Christian Rub : Pierre
- Sid Grauman : lui-même

## Sortie DVD
- Délicieuse ; Éditeur : Universal Pictures, collection : Les Toiles Universal, ASIN : B010G9X5WE